# الروضة (حبيل جبر)

تعديل مصدري - تعديل

الروضة هي إحدى قرى عزلة حبيل جبر بمديرية حبيل جبر التابعة لمحافظة لحج، بلغ تعداد سكانها 39 نسمة حسب تعداد اليمن لعام 2004.